# ケプラー38
ケプラー38 (英: Kepler-38) とは、こと座の方向に約3970光年離れた場所に位置する恒星である。ケプラー38は連星系であり、ケプラー38Aとケプラー38Bの2つからなっている。これらの恒星の質量は、それぞれ太陽質量の 95％ と 25％ である。ケプラー38Aのスペクトル分類はG型で、BはM型である。ケプラー38AとBは 0.147 au 離れた位置を公転している。

## 惑星系
2012年にケプラーによる観測から、海王星サイズの惑星ケプラー38bがケプラー38Aをトランジットしているのが検出された。その後の視線速度測定では、惑星の質量を制限するのに十分な情報が得られなかった。その後惑星の存在はトランジット継続時間の変動を調べることによって確認された。ケプラー38bはケプラー38の連星の周囲を公転している周連星惑星である。そのため、周連星惑星であることを明確にするため「ケプラー38(AB)b」と表記される場合もある。
| 名称 （恒星に近い順） | 質量 | 軌道長半径 （天文単位） | 公転周期 (日) | 軌道離心率 | 軌道傾斜角 | 半径    |
| --------------------- | ---- | ----------------------- | ------------- | ---------- | ---------- | ------- |
| b                     | —    | 0.4644                  | 105.595       | —          | —          | 0.39 RJ |